# Passione maledetta (singolo)
Passione maledetta è un singolo del gruppo musicale italiano Modà, il terzo estratto dal loro sesto album in studio Passione maledetta, pubblicato il 15 aprile 2016.

## La canzone
Sesta traccia dell'album a cui dà il nome, il brano parla di chi confonde amore e sesso. Nella sua recensione dell'album, Fabio Fiume di All Music Italia lo definisce la migliore traccia del disco.

## Video ufficiale
Terzo e penultimo capitolo della storia iniziata nel video di E non c'è mai una fine, il video ufficiale del brano, come quelli dei precedenti singoli E non c'è mai una fine ed È solo colpa mia, è stato girato a New York sotto la regia di Fabrizio De Matteis e Matteo Alberti.

## Classifiche
| Classifica (2016)         | Posizione massima |
| ------------------------- | ----------------- |
| Italia (airplay)          | 28                |
| Italia (airplay italiane) | 13                |